# Bonao
Bonao ist die Hauptstadt der Provinz Monseñor Nouel (Dominikanische Republik). Bevor die ehemals gleichnamige Region zu einer eigenen Provinz wurde, war sie Teil der Provinz La Vega.

## Toponymie
Der Name leitet sich entweder von einem lokalen Kaziken der Taínos oder von einer gleichnamigen indigenen Siedlung ab. Der Name Monseñor Nouel hingegen kam erstmals 1936 auf: Am 25. Mai dieses Jahres wurde die Kommune und die Stadt Bonao zu Ehren des früheren Erzbischofs von Santo Domingo und Präsidenten in Monseñor Nouel umbenannt. 1960 erhielt die Stadt aber ihren ursprünglichen Namen wieder.

## Geschichte
Die Stadt entstand in der Nähe eines ursprünglich von Christoph Kolumbus gegründeten Forts gleichen Namens.

### Präkolumbianische Zeit
Wegen seiner Lage im Zentrum der Insel wurde das Gebiet der Provinz Monseñor Nouel im Vergleich zu anderen Regionen relativ spät besiedelt: Die ersten Menschen siedelten sich etwa um das Jahr 1000 vor Christus an; sie gehörten zur Gruppe der „barreroides“ und waren Sammler, betrieben also keinen Ackerbau. 

### Kolonialzeit
Bei der Ankunft der Spanier gehörte die Region zum Kaziken-Reich Maguá. Die Europäer erreichten Bonao 1495, als die Spanier von Norden her ins Landesinnere vorstießen und eine Reihe von Forts errichteten, eines davon Bonao. 
Bonao hatte in den ersten Jahren der Kolonisation eine gewisse Relevanz, da sich Francisco de Roldán mit 70 Rebellen, die die Herrschaft der Brüder Kolumbus nicht anerkannten, hierhin zurückzog. Die Anfänge der Stadt Bonao gehen auf diese Rebellion zurück, da einige der Teilnehmer nach deren Ende im Oktober 1498 hier zurückblieben. Bartolomé de Las Casas schrieb in seiner Historia de las Indias: „Avecindáronse algunos en el Bonao y se comenzó allí la villa del Bonao“ (dt. etwa: Es siedelten sich einige im Bonao an und so begann dort der Ort Bonao).
Dass die Stadt zu Zeiten von Kolumbus gegründet wurde, geht auch deutlich aus folgendem Absatz von Gonzalo Fernández de Oviedo hervor (Historia General y Natural de las Indias):
„[...] Don Cristóbal Colon, fizo e fundó [...] aquella primera población de los treinta e ocho cristianos, donde quedó por capitán Rodrigo de Arana, la cual se llamó la Navidada, fue el primer pueblo católico en esta isla; y después, en el segundo viaje que vino, fundó la ciudad llamada Isabela, cuando estuvó del otro cabo deste río; porque allí trajo la gente de la Isabela el adelantado don Bartolomé Colon, hermano del dicho Almirante, como en otras partes está dicho. Fundó asimismo el Almirante primero la ciudad de la Concepción de la Vega, fundó las villas de Sanctiago y del Bonao.“
Deutsch etwa: „[...] Der ehrenwürdige Herr Christoph Kolumbus tat und gründete [...] jene erste Siedlung von 38 Christenleuten, woselbst Rodrigo de Arana zum Hauptmann er ernannte, und das den Namen Navidada trug, es war die erste katholische Siedlung auf dieser Insel; und danach, das zweite Mal als er die Reise tat, gründete er die Stadt namens Isabela, als er am anderen Ende dieses Flusses weilte; weil dorthin brachte die Leute aus Isabela der Adelantado Bartolomé Colon, Bruder des genannten Admirals, wie hier schon ausgeführt wurde. Ebenso gründete der Admiral die Stadt Concepción de la Vega, gründete die Plätze von Sanctiago und von Bonao.“
Am 7. Dezember 1508 erhielt Bonao offiziell das Stadtrecht und sein Wappen. Die wirtschaftliche Hauptaktivität war die Goldförderung, auch wenn die örtlichen Minen nicht sehr groß waren. Als der Goldabbau dem Ende entgegenging, errichtete man in Bonao Zuckerrohrpflanzungen, wie der Bachiller Alonso de Parada in einem Bericht an Kaiser Karl V. beschreibt (aus dem Buch Santo Domingo en los Manuscritos de Juan Bautista Muñoz, transkribiert von Roberto Marte):
„El Bonao es tierra que lleva mucho fruto de pan i maíz, hanze comenzado a hacer en el dos engenios quel uno moldra presto.“
Deutsch etwa: „Das Bonao ist ein fruchtbares Land für Brot und Mais, schon sind zwei behende zu Werke gegangen, dass sie bald zu kauen haben.“
Später berichtet Gonzalo Fernández de Oviedo in seinem bereits erwähnten Werk aber nur noch von einer Zuckerrohrpflanzung: 
„En la villa del Bonao, diez e nueve leguas desta ciudad de Santo Domingo, está otro buen ingenio de azúcar, que tienen los hijos de Miguel Jover, catalán, e Sebastián de Fonte, e los herederos de Hernando de Carrión; y es buena hacienda.“
Deutsch etwa: „Am Ort von Bonao, der da liegt auf neunzehn Leguas von dieser Stadt Santo Domingo entfernt, haben Geschick mit dem Zucker die Söhne des Miguel Jover dem Katalanen, und Sebastián de Fonte, und desgleichen die Erben des Hernando de Carrión, und es ist eine gute Geldquelle [eventuell auch: es lassen sich dort gut Steuern eintreiben].“
Die Zuckerproduktion war allerdings nicht ausreichend, um das Überleben der Stadt zu sichern; gegen 1528 war diese, wie auch andere Siedlungen, wieder verschwunden, wie Espinosa y Alonso de Suazo in einem Bericht an den Consejo de Indias erläuterten. In keinem der folgenden Berichte der Kolonialzeit bezüglich der örtlichen Siedlungen wird Bonao wieder erwähnt.

## Bildungswesen
Es gibt mehrere Grund- und weiterführende Schulen in Bonao, sowohl private als auch öffentliche. Bonao verfügt zudem über ein Zentrum für Hochschulbildung und einen regionalen Ableger der staatlichen Universidad Autónoma de Santo Domingo (CURCE-UASD).

## Stadt der Hortensien
Die Stadt ist als „Villa de las Hortensias“ bekannt, da die Hortensie ihre typische Blume ist.

## Wirtschaft und Technik
Die Wirtschaft stützt sich heute auf den lokalen Handel, kleine Agrarbetriebe und das Bergbauunternehmen Falcondo Xstrata Níquel, vorher als Falconbridge Dominicana bekannt. Die Agrarproduktion besteht zu 80 % aus Reis, der Rest verteilt sich auf Kakao und Kaffee. Bzgl. der Firmen sind noch Bonao Industrial und Hanesbrands Dos Rios Textiles, Inc., zu erwähnen. 
Das erste Werk zur Erzeugung von Synthesegas des Landes und der gesamten Karibik, das Gas aus Bioabfällen wie Reisstroh, Bananenschalen oder anderen Materialien produziert, wurde in der Nähe der Niederlassung des Instituto Agrario Dominicano in Bonao errichtet. Es wurde nach dem Ingenieur Quilvio Cabrera benannt, einem bedeutenden Innovator der Agrartechnik und Förderer dieses Werks.

## Wichtige Daten
1495: Kolumbus befiehlt auf seiner Erkundungstour der Insel von Nord nach Süd den Bau eines Forts, zur Absicherung gegen den Widerstand der Taínos unter dem Nitaíno Bonao.
1497: Teilnehmer der Rebellion von Roldán verschanzen sich im Gebiet von Bonao. Die Rebellion endet im Oktober 1498.
1508: Bonao erhält am 7. Dezember das Stadtrecht und sein Stadtwappen. Die Siedlung verschwindet jedoch, wie viele andere auch, im Laufe der nächsten 20 Jahre wieder. 
1936: Der Name der Stadt wird am 25. Mai laut Gesetz Nr. 1104 in Monseñor Nouel geändert, zu Ehren des früheren Erzbischofs und Präsidenten der Republik.
1982: Am 1. Oktober wird die Kommune Monseñor Nouel laut Gesetz Nr. 27 zu einer eigenen Provinz mit der wichtigsten Kommune Bonao.

## Söhne und Töchter der Stadt
- Héctor Acosta (* 1967), Sänger und Komponist
- Rafael Núñez (* 2002), dominikanisch-spanischer Fußballspieler